# 四季之鄉站
四季之鄉站（日语：／ Shikinosato eki */?）是位於山形縣西置賜郡白鷹町，屬於山形鐵道的花長井線車站。

## 歷史
隨著車站附近區域進行土地整理項目，由於附近區域預見入口增加，並且鄰近舊市區，因此町希望建設車站。
車站名稱進行了公開招募，在選考委員會選出招募的名稱。由於四季的印象比較好因而採用。有19個投稿也是相同的站名。
- 2007年（平成19年）
  - 3月2日 - 站名決定為「四季之鄉」。
  - 3月9日 - 國土交通省認可設置此站。
  - 10月13日 - 車站啟用。舉行了開業紀念活動[2]。

## 車站構造
本站是設有1面1線單式月台的地面車站。站內設有斜道，為使用的乘客提供無障礙環境。

## 車站周邊
- 最上川
- 鮎貝八幡宮（日语：鮎貝八幡宮）
- 白鷹町文化交流中心「Ayumu」（日语：山形県白鷹町文化交流センター あゆーむ）（步行4分鐘）
- 鮎貝郵局
- 櫻之保育園
- 松木駕駛學校白鷹校（日语：マツキドライビングスクール白鷹校）

## 使用狀況
以下為1日平均乘車人次變化
| 乘車人次變化 | 乘車人次變化      |
| 年度         | 一日平均 乘車人次 |
| ------------ | ----------------- |
| 2007         | 21                |
| 2008         | 41                |
| 2009         | 40                |
| 2010         | 41                |
| 2011         | 41                |
| 2012         | 39                |
| 2013         | 35                |
| 2014         | 34                |
| 2015         | 33                |
| 2016         | 32                |
| 2017         | 32                |

## 相鄰車站
山形鐵道
花長井線
鮎貝－四季之鄉－荒砥

## 注腳
1. ↑   (pdf). 広報しらたか (白鷹町). 2007年3月12日, (964号): 7  [2021年1月26日]. （原始内容存档 (PDF)于2016年3月4日） （日语）.
2. ↑   (pdf). 広報しらたか (白鷹町). 2007年9月12日, (976号): 2  [2021年1月26日]. （原始内容存档 (PDF)于2019年5月2日） （日语）.
3. ↑  山形縣統計年鑑